# ものしり一夜づけ
ものしり一夜づけ（ものしりいちやづけ）は、2003年4月1日から2005年3月8日まで2年間放送された、NHK総合テレビの情報番組である。放送時間は、毎週火曜日 23:15 - 23:44である。毎週水曜日深夜に再放送、また不定期ではあるが、衛星第2テレビで水曜日 11:15 - 11:44に放送することもあった。

## 概要
ETV2002で同様の企画を放送、それをレギュラー化した。世間で話題となっていることをテーマにし、いくつかのキーワードをもとにトークを進めていく。毎回、「博士」と呼ばれるそのテーマに関する専門家をゲストに招く。番組開始当初は、キャイ〜ン、ますだおかだ、宮川大助・花子などのお笑い芸人たちが、各週入れ替わりに近い形で出演したが、2004年度から三宅裕司、南野陽子らがレギュラーとして毎週出演した。特に南野は、毎回そのテーマに沿ったコスプレを披露しながら番組を進行した。なお、南野は2007年4月からサラリーマンNEO・シーズン2（同じ23時のNHKの火曜日枠）にレギュラー出演する。
『英語でしゃべらナイト』など、他の曜日の同じ時間帯で放送している番組のなかで、公式ウェブページがない珍しい番組でもあった。

## きょうのものしり活用術
番組の最後に、その日のテーマをもとにした寸劇のコーナー。とあるオフィスを舞台に劇団SETが演じる。

## 出演
- 三宅裕司
- 南野陽子
- 古谷敏郎（ナレーション）
- 鹿島綾乃（ナレーション）

## 関連書籍
- ものしり一夜づけ（近代映画社・2003年12月15日発売）
- ものしり一夜づけ2（近代映画社・2004年4月発売）